# Liste der Kulturdenkmäler in Horbruch
In der Liste der Kulturdenkmäler in Horbruch sind alle Kulturdenkmäler der rheinland-pfälzischen Ortsgemeinde Horbruch aufgeführt. Grundlage ist die Denkmalliste des Landes Rheinland-Pfalz (Stand: 12. Juni 2023).

## Einzeldenkmäler
| Bezeichnung       | Lage                              | Baujahr                | Beschreibung | Bild |
| ----------------- | --------------------------------- | ---------------------- | --- | ---- |
| Wohnhaus          | Kleinicher Weg 8 Lage             | spätes 19. Jahrhundert | vollständig verschiefertes Wohnhaus, spätes 19. Jahrhundert                                                                 | BW   |
| Quereinhaus       | Oberdorf 3 Lage                   | 1867                   | Quereinhaus, teilweise Fachwerk verschiefert, bezeichnet 1867, durch Ökonomie-Anbauten erweitert; Gesamtanlage              | BW   |
| Quereinhaus       | Oberdorf 10 Lage                  | um 1800                | Fachwerk-Quereinhaus (teilweise verputzt), abgewalmtes Mansarddach, um 1800; Fachwerk-Wirtschaftstrakt jünger               | BW   |
| Wohnhaus          | Unterdorf 1 Lage                  | spätes 19. Jahrhundert | repräsentatives Wohnhaus, spätes 19. Jahrhundert                                                                            | BW   |
| Gemeinschaftshaus | Unterdorf 6 Lage                  | 1928                   | asymmetrischer Putzbau, 1928                                                                                                | BW   |
| Hofanlage         | Unterdorf 8 Lage                  | um 1888                | Hakenhof, um 1888; Fachwerkbau auf massivem Sockel, teilweise verputzt oder verschiefert                                    | BW   |
| Bergmühle         | östlich des Ortes am Altbach Lage | 16. Jahrhundert        | stattlicher barocker Mansarddachbau, bezeichnet 1804 (Translozierung), im Kern eventuell aus dem 16. Jahrhundert; Mühlteich | BW   |
| Marienmühle       | südlich des Ortes am Altbach Lage | 19. Jahrhundert        | Fachwerkbau, verschiefert, auf massivem Sockelgeschoss, technische Ausstattung weitgehend erhalten, 19. Jahrhundert         | BW   |